# Mistake (musikgrupp)
Mistake är en punk-rock musikgrupp som bildades 2002 i Visby, Sverige. 
Debutalbumet "After All" släpptes 2011. 2013 gick bandet tillbaka till att vara en power-trio och har ett nytt album planerat till hösten 2013.

## Medlemmar

### Nuvarande
- Niclas Nilsson
- Christoffer Enequist
- Richard Magnusson

### Tidigare
- Martin Holmgren
- Kristoffer Andersson

## Diskografi

### Album
- Mistake (släpps hösten 2013)
- After All (2011)
- Below Zero EP (2007)

### Singlar
- Heartache (2013)
- A Lesson In Futuristics 101 (2011)
- Seven Years In Hell (2010)

### Musikvideor
- Heartache (2013) http://www.youtube.com/watch?v=2VAvA0M3MVk
- A Lesson In Futuristics 101 (2011) http://www.youtube.com/watch?v=cM5cir_C9aU